# Craig MacLean
Craig MacLean (Grantown-on-Spey, 31 de julio de 1971) es un deportista británico que compitió en ciclismo en la modalidad de pista, especialista en las pruebas de velocidad y keirin.
Participó en dos Juegos Olímpicos de Verano, en los años 2000 y 2004, obteniendo una medalla de plata en Sídney 2000 en la prueba de velocidad por equipos (junto con Chris Hoy y Jason Queally).
Ganó nueve medallas en el Campeonato Mundial de Ciclismo en Pista entre los años 1999 y 2007.
MacLean fue nombrado miembro de la Orden del Imperio Británico (MBE) en el año 2012 por sus éxitos deportivos.

## Medallero internacional
| Juegos Olímpicos   | Juegos Olímpicos            | Juegos Olímpicos  | Juegos Olímpicos      |
| Año                | Lugar                       | Medalla           | Competición           |
| ------------------ | --------------------------- | ----------------- | --------------------- |
| 2000               | Sídney ( Australia)         | Medalla de plata  | Velocidad por equipos |
| Campeonato Mundial |                             |                   |                       |
| Año                | Lugar                       | Medalla           | Competición           |
| 1999               | Berlín ( Alemania)          | Medalla de plata  | Velocidad por equipos |
| 2000               | Mánchester ( Reino Unido)   | Medalla de plata  | Velocidad por equipos |
| 2001               | Amberes ( Bélgica)          | Medalla de bronce | Velocidad por equipos |
| 2002               | Ballerup ( Dinamarca)       | Medalla de oro    | Velocidad por equipos |
| 2003               | Stuttgart ( Alemania)       | Medalla de bronce | Velocidad por equipos |
| 2004               | Melbourne ( Australia)      | Medalla de bronce | Velocidad por equipos |
| 2006               | Burdeos ( Francia)          | Medalla de plata  | Velocidad individual  |
| 2006               | Burdeos ( Francia)          | Medalla de plata  | Velocidad por equipos |
| 2007               | Palma de Mallorca ( España) | Medalla de plata  | Velocidad por equipos |